# Burg Rhede
Die Burg Rhede ist eine abgegangene hochmittelalterliche Niederungsburg am östlichen Stadtrand von Rhede im Kreis Borken in Nordrhein-Westfalen. Die Burg liegt am Rheder Bach gegenüber dem Schloss Rhede und ist dessen Vorgänger.

## Geschichte

Wappen der Herren von Rhede (Rethe/Reede)

Die Herren von Rethe (siehe auch den Artikel Schloss Rhede) besaßen spätestens seit dem 12. Jahrhundert umfangreichen Landbesitz in und um Rhede und erschienen als Ministeriale des Bischofs von Münster in den Urkunden. Die Burg wurde wahrscheinlich in der Mitte des 13. Jahrhunderts durch Gerlach von Rethe gen. Bitter erbaut. Um 1324 wurde sie durch den Bischof von Münster zerstört. 
Um 1370 ging sie an die Herren von Rhemen, die den alten Burgsitz erneuerten. Die Bezeichnung der Burg als „auf dem Berge“ gelegen macht es wahrscheinlich, dass die Anlage die Gestalt einer Motte besaß. 1379 wurde sie unter den bischöflichen Lehngütern aufgeführt. 1388 wurde die Neuanlage durch die Bürger von Bocholt zerstört. Ein Wiederaufbau durfte nur mit Zustimmung des Bischofs und des Domkapitels von Münster erfolgen. Die etwas unklare Überlieferung lässt eine weitere Zerstörung in den Jahren nach 1392 für möglich erscheinen. Ein Wiederaufbau erfolgte dann 1426 am Ort des heutigen Schlosses Rhede am anderen Ufer des Rheder Baches. Möglicherweise erfolgte um 1451 ein Neubau der Burg, die Quellen sind auch hier unklar. 1507 wird die nun „Oldeborg“ genannte Anlage mit dem gerade angekauften, benachbarten Gut Dörbröcking vereinigt. Die Besitzgeschichte des nunmehrigen Gutes folgte bis 1844 derjenigen des Schlosses Rhede, anschließend gab es häufige Wechsel. 1844 wurde auf dem Gelände ein repräsentatives Wohnhaus gebaut. 1921 kam das Haus in kirchlichen Besitz und 1924/25 wurde im Garten das Kloster St. Gudula errichtet, das das bestehende Wohngebäude als Südflügel integrierte. 1983 wurde das Kloster zur katholischen Weiterbildungsstätte „Akademie Klausenhof“ umgewandelt.
Da das Burgareal vollständig durch jüngere Bauten überprägt ist, sind keine Reste der mittelalterlichen Anlage mehr vorhanden. Das Rheinisch-westfälische Urkataster verzeichnet einen ovalen Burgplatz mit Grabenresten und einem rechteckigen Gebäude.